# Vera Caspary
Vera Louise Caspary (Chicago, Ilinois, 13 de novembro de 1899 - Nova York, 13 de junho de 1987 ) foi uma escritora americana de romances, peças de teatro, roteiros e contos. Seu romance mais conhecido, Laura, foi transformado em um filme de grande sucesso Laura. Embora ela afirmasse que não era uma escritora de mistério "real", seus romances efetivamente mesclavam a busca das mulheres por identidade e amor com tramas de assassinato. A independência é a chave para suas protagonistas, com seus romances girando em torno de mulheres que são ameaçadas, mas que acabam não sendo vítimas nem donzelas resgatadas.

### Livros de Vera Caspary
| Título Original              | Português | Espanhol           | Ano    | nº |
| ---------------------------- | --------- | ------------------ | ------ | -- |
| Ladies & Gents               |           |                    | (1929) | 01 |
| The White Girl               |           |                    | (1929) | 02 |
| Music in the Street          |           |                    | (1930) | 03 |
| Working Girls                |           |                    | (1932) | 04 |
| Laura                        | Laura     | Laura              | (1943) | 05 |
| Bedelia                      |           | Bedelia            | (1945) | 06 |
| Stranger Than Truth          |           |                    | (1946) | 07 |
| The Murder in the Stork Club |           |                    | (1946) | 08 |
| The Weeping and the Laughter |           |                    | (1950) | 09 |
| Thelma                       |           |                    | (1952) | 10 |
| False Face                   |           | El falso rostro    | (1954) | 11 |
| Wedding in Paris             |           |                    | (1956) | 12 |
| The Husband                  |           |                    | (1957) | 13 |
| Evvie                        |           | Evvie              | (1960) | 14 |
| Bachelor in Paradise         |           |                    | (1961) | 15 |
| A Chosen Sparrow             |           | El Gorrión Elegido | (1964) | 16 |
| The Man Who Loved His Wife   |           |                    | (1966) | 17 |
| The Rosecrest Cell           |           |                    | (1967) | 18 |
| Final Portrait               |           | Retrato terminado  | (1971) | 19 |
| Ruth                         |           |                    | (1972) | 20 |
| The Dreamers                 |           |                    | (1975) | 21 |
| Elizabeth X                  |           |                    | (1978) | 22 |
| The Secrets of Grown-Ups     |           |                    | (1979) | 23 |

1. ↑  «Vera Caspary | Women Crime Writers of the 1940s and 50s». womencrime.loa.org. Consultado em 23 de fevereiro de 2022
2. ↑  «Vera Caspary, prolific novelist and screenwriter». Literary Ladies Guide (em inglês). 16 de fevereiro de 2022. Consultado em 23 de fevereiro de 2022
3. ↑  «Vera Caspary». Moviefit. Consultado em 23 de fevereiro de 2022
4. ↑  Tradução: Hélio Pólvora, Editora Record, Coleção Alvi-Negra